# Godiasco Salice Terme
Godiasco Salice Terme (fino al 2012 Godiasco, Gudiass in dialetto oltrepadano) è un comune italiano di 3 287 abitanti della provincia di Pavia in Lombardia. Il comune è situato nell'Oltrepò Pavese, al confine con la provincia di Alessandria, sul medio corso del torrente Staffora.

## Storia
Abitato sicuramente già prima del VII secolo, il territorio fu infeudato da Federico I a Obizzo Malaspina (1164).
La storia di Godiasco è strettamente legata alle vicende del marchesato dei Malaspina. Nel diploma di conferma a Obizzo Malaspina dell'investitura imperiale del marchesato (1164) non è ancora nominato Godiasco, ma i soprastanti castelli di Piumesana e Calcinara; analogamente a Varzi, anche lo sviluppo di Godiasco fu successivo a quella data, e legato all'intensificarsi dei traffici lungo la valle Stàffora. Nel 1221 la prima divisione tra i Malaspina attribuì Godiasco al ramo dello Spino Fiorito, e nella successiva divisione del 1275 fu compreso nel territorio di quel ramo che aveva sede a Oramala (frazione di Val di Nizza), e che prese poi dimora a Godiasco. I Malaspina di Godiasco furono sempre uno dei rami più fiorenti della casata: ben presto si divisero ulteriormente in cinque rami (Oramala, Piumesana, Casalasco, Cella e Valverde), con diverse partecipazioni feudali nelle terre del marchesato e una gestione consortile del suo capoluogo. Il marchesato di Godiasco fu sottomesso al Ducato di Milano e divenne una delle giurisdizioni separate o terre diverse dell'Oltrepò, forse la più vasta e importante. Ancora nel XVIII secolo si parlava del marchesato di Godiasco come di un'unità amministrativa e giudiziaria, comprendente diversi comuni: il suo territorio infatti comprendeva, oltre agli interi comuni attuali di Godiasco, Val di Nizza e Valverde, le frazioni Trebbiano di Ponte Nizza, Groppo di Pozzol Groppo, Sagliano, Cella, Nivione e Castellaro di Varzi, Cegni, Cignolo e Negruzzo di Santa Margherita di Staffora. Nel vasto feudo avevano partecipazioni anche i conti D'Adda e i Ghislieri, oltre che vari rami dei Malaspina, ma la preponderanza spettava ai marchesi Malaspina di Godiasco e Oramala, che erano anche marchesi di Pozzol Groppo e di Fortunago.
Unito con il Bobbiese al Regno di Sardegna nel 1743, in base al trattato di Worms, entrò a far parte poi della Provincia di Bobbio. La fine del marchesato ebbe luogo con l'abolizione del feudalesimo nel 1797. Nel 1801 il territorio è annesso alla Francia napoleonica fino al 1814. Nel 1818 passa alla provincia di Voghera e nel 1859 alla provincia di Pavia.
Nel territorio di Godiasco si trovava anche il piccolo comune di Piumesana, che era pure sede di uno dei cinque rami dei Malaspina di Godiasco; esso mantenne l'autonomia fino all'inizio del XIX secolo.
Nel giugno 2012, a seguito di un referendum popolare, è stato modificato il nome del comune da "Godiasco" a "Godiasco Salice Terme", al fine di dare maggiore importanza alla frazione principale del comune, Salice Terme, che possiede un maggior numero di abitanti rispetto allo stesso capoluogo comunale di Godiasco, e per sottolineare la presenza, all'interno del territorio, di importanti fonti termali.

### Simboli
Il comune utilizza uno stemma anche se privo di concessione ufficiale.
Il gonfalone è descritto nello statuto come un drappo rettangolare di azzurro, caricato dello stemma comunale e riportante nella fascia inferiore il nome
del comune.

## Monumenti e luoghi d'interesse
Il borgo dall'antico impianto medioevale conserva ancora i resti delle torri delle mura risalenti al XIII secolo e il Palazzo Malaspina. Nei dintorni si trovano la cappella dedicata alla Beata Vergine, situata nella piazza della località Montalfeo, e la chiesa intitolata a san Giovanni, nella frazione S. Giovanni Piumesana. A 3 km a nordovest, sul torrente Staffora, si trova la frazione Salice Terme, nota località termale.
- Rocca di Montalfeo

### Via del sale
Da Godiasco transitava la nota via del sale lombarda, percorsa da colonne di muli che passando per il fondo valle raggiungevano Genova attraverso il passo del Giovà e il monte Antola. Interessante è l'antico borgo del Molino del Groppo con il mulino della famiglia Malaspina perfettamente restaurato.

## Società

### Evoluzione demografica
Abitanti censiti

## Cultura
Questo paese fa parte del territorio culturalmente omogeneo delle Quattro province (Alessandria, Genova, Pavia, Piacenza), caratterizzato da usi e costumi comuni e da un importante repertorio di musiche e balli molto antichi. Strumento principe di questa zona è il piffero appenninico che accompagnato dalla fisarmonica, e un tempo dalla müsa (cornamusa appenninica), guida le danze e anima le feste.

## Geografia antropica

### Comunità montane
Fa parte della fascia collinare della Comunità montana Oltrepò Pavese.

## Infrastrutture e trasporti
È attraversato dalla Strada statale 461 del Passo del Penice, che collega Voghera a Bobbio, nel piacentino.
Le stazioni di Godiasco, Salice Terme, San Desiderio e la fermata di Pozzol Groppo, quest'ultima in località Costiola, sorgevano lungo la ferrovia Voghera-Varzi, attiva fra il 1931 e il 1966.

## Amministrazione
Di seguito è presentata una tabella relativa alle amministrazioni che si sono succedute in questo comune.
| Periodo        | Periodo        | Primo cittadino | Partito                                       | Carica  | Note  |
| -------------- | -------------- | --------------- | --------------------------------------------- | ------- | ----- |
| 11 giugno 2017 | 12 giugno 2022 | Fabio Riva      | lista civica In Comune                        | Sindaco | [ 9 ] |
| 12 giugno 2022 | in carica      | Fabio Riva      | lista civica In Comune con Fabio Riva Sindaco | Sindaco | [ 9 ] |

### Comunità montane
Fa parte della Comunità Montana Oltrepò Pavese.

### Gemellaggi
Challes-les-Eaux, dal 2000